# Guatuso
El guatuso o maléku jaíka és una llengua ameríndia de la família txibtxa, relacionada amb el rama parlat a Nicaragua, i parlada pels guatusos a la província d'Alajuela (Costa Rica). Actualment, els guatusos habiten tres comunitats en zona nord de Costa Rica: Margarita, Tonjibe i El Sol. Segons Constenla (1998), el guatuso es troba en estat de declivi a Margarita (el llogaret més gran) i en estat de resistència a Tonjibe i El Sol. En el cens de l'any 2000, el 71,1% dels 1.115 membres de l'ètnia es va declarar parlant de la llengua, però solament un 49% la va considerar llengua materna.

## Consideracions lingüístiques

### Fonologia

#### Vocals
El guatuso posseeix cinc fonemes vocàlics:
|              | Anteriors | Centrals | Posteriors |
| ------------ | --------- | -------- | ---------- |
| tancades     | i         |          | u          |
| Semitancades | e         |          | o          |
| Oberta       |           | a        |            |

Tots els fonemes vocàlics poden aparèixer acompanyats pel fonema suprasegmental de quantitat /ː/.

#### Consonants
El sistema consonàntic tradicional del guatuso comprèn quinze fonemes:
|            | Bilabials | Coronals | Velars |
| ---------- | --------- | -------- | ------ |
| Oclusives  | p         | t        | k      |
| Africades  |           | ʧ, ʤ     |        |
| Fricatives | ɸ         | s        | x      |
| Laterals   |           | ɬ, l     |        |
| Vibrants   |           | r, ɾ     |        |
| Nasals     | m         | n        | ŋ      |

### Grafia

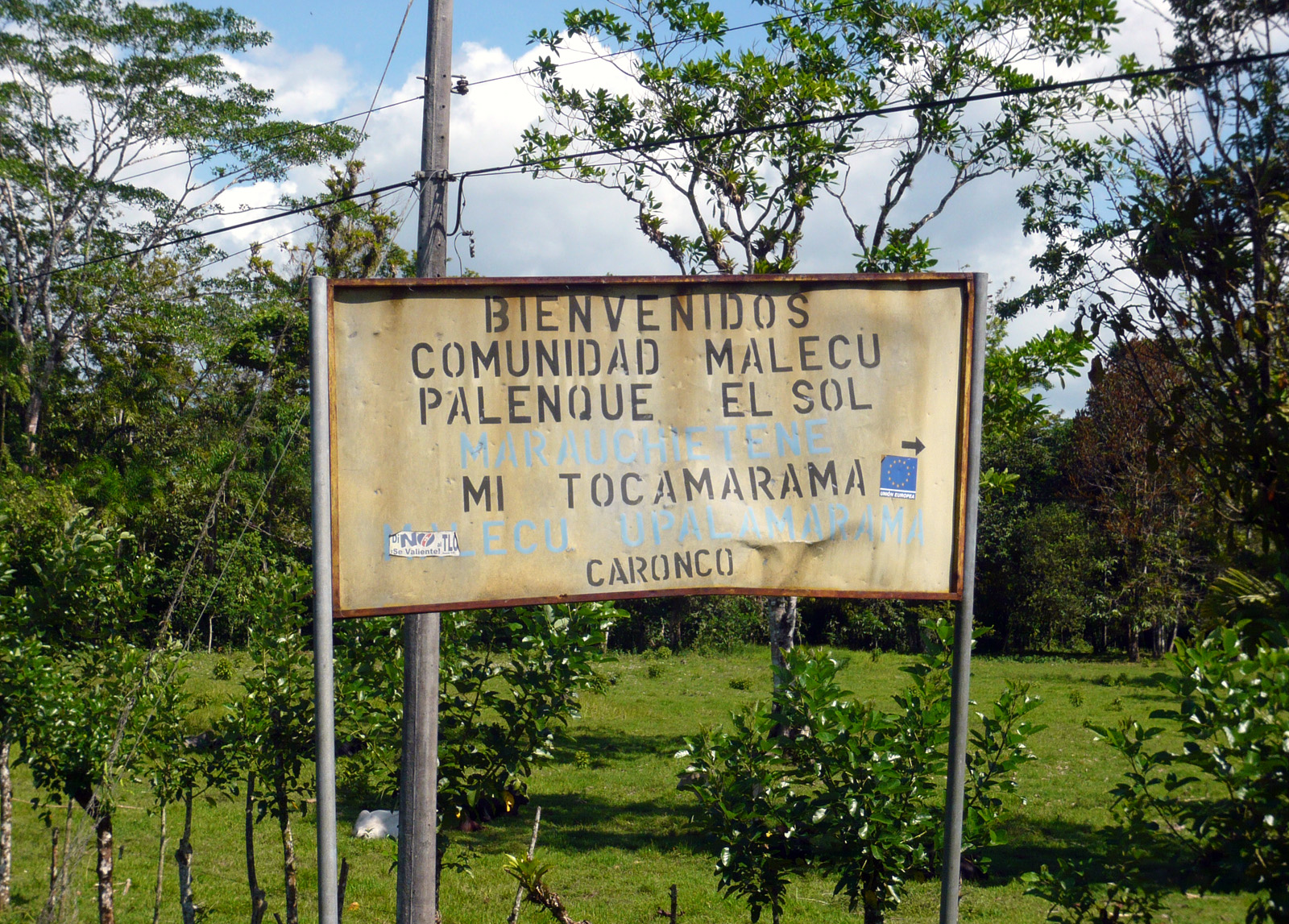
Cartell de benvinguda al Palenque El Sol (Caronh) en guatuso i castellà.

L'alfabet pràcticl de la lengua guatusa fou proposat pel lingüista Adolfo Constenla Umaña i adoptat com a oficial per l'Assessoria d'Educació Indígena del Ministeri d'Educació Pública de Costa Rica.

#### Vocals
| Fonemes | Grafemes |
| ------- | -------- |
| a       | a        |
| e       | e        |
| i       | i        |
| o       | o        |
| u       | u        |
La quantitat vocàlica es representa amb una titlla (´).

#### Consonants
| Fonemes | Grafemes |
| ------- | -------- |
| p       | p        |
| t       | t        |
| k       | c, qu    |
| ʧ       | ch       |
| ʤ       | y        |
| ɸ       | f        |
| s       | s        |
| x       | j        |
| ɬ       | lh       |
| l       | l        |
| ɾ       | r        |
| r       | rr       |
| m       | m        |
| n       | n        |
| ŋ       | nh       |